# Olympos (romanzo)
Olympos è un romanzo fantascientifico di Dan Simmons del 2005. Segue Ilium (2003) e come questo è stato diviso in due volumi nell'edizione italiana: Olympos - La guerra degli immortali (2006) e Olympos - L'attacco dei Voynix (2007).

## Trama
Sotto lo sguardo attento degli dèi dell'Olimpo, le potenti armate di Grecia e Troia si scontrano ferocemente, seguendo alla lettera il testo degli eterni poemi omerici. Sullo sfondo la Terra di un lontano futuro, dove i pochi uomini rimasti trascorrono la vita tra ozio e divertimento, dimentichi delle più elementari nozioni del sapere. Ma ciò accadeva prima che venisse riportato in vita un professore universitario del XXI secolo specializzato nelle opere di Omero. E prima che l'adirato Achille unisse le sue forze a quelle dell'acerrimo nemico Ettore, volgendo la sua ira contro l'intero Pantheon. E prima che i Voynix, creature terribili e velocissime, si raccogliessero per sterminare la razza umana.

## Personaggi
- Thomas Hockenberry: professore dell'era contemporanea riportato in vita dagli dei dell'Olimpo affinché funga da scoliaste e riporti i fatti della guerra di Troia
- Achei e Troiani
- Prospero, Calibano, Sicorace, Setebo e Ariel: personaggi ispirati da La tempesta di Shakespeare
- I moravec
- I voynix
- I Postumani
- Gli Dei dell'Olimpo

## Edizioni
- (EN) Dan Simmons, Olympos, 2005.
- Dan Simmons, Olympos - La guerra degli immortali, Arnoldo Mondadori Editore, 2006.
- Dan Simmons, Olympos - L'attacco dei Voynix, Arnoldo Mondadori Editore, 2007.